# Абдуллаева, Лайес
Лайес Абдуллаева (амх. Abelav Layes Tsige, азерб. Layes Abdullayeva; род. 29 мая 1991, Аддис-Абеба) — азербайджанская легкоатлетка эфиопского происхождения, специалистка по бегу на средние и длинные дистанции. Выступала за сборную Азербайджана по лёгкой атлетике в 2009—2013 годах, обладательница бронзовой медали чемпионата Европы в помещении, трёхкратная чемпионка Европы среди молодёжи, победительница и призёрка первенств национального значения, действующая рекордсменка страны в нескольких легкоатлетических дисциплинах, участница летних Олимпийских игр в Лондоне.

## Биография
Лайес Абдуллаева родилась 29 мая 1991 года в Аддис-Абебе, Эфиопия.
Впервые заявила о себе на международном уровне в сезоне 2009 года, когда по совету турецкого тренера переехала на постоянное жительство в Азербайджан и приняла азербайджанское гражданство. В составе азербайджанской национальной сборной побывала на юниорском европейском первенстве в Нови-Саде, откуда привезла награды серебряного достоинства, выигранные в беге на 1500 метров и 3000 метров с препятствиями.
В 2010 году на дистанции 3000 метров финишировала седьмой на чемпионате мира в помещении в Дохе, с национальным рекордом Азербайджана 8:55,33 завоевала бронзовую медаль на юниорском мировом первенстве в Монктоне. В беге на 3000 метров с препятствиями финишировала шестой на чемпионате Европы в Барселоне, при этом так же стала обладательницей ныне действующего национального рекорда — 9:34,75.
В 2011 году взяла бронзу в беге на 3000 метров на чемпионате Европы в помещении в Париже, одержала победу в дисциплинах 5000 и 10 000 метров на молодёжном европейском первенстве в Остраве. Будучи студенткой, представляла страну на летней Универсиаде в Шэньчжэне, где на дистанции 5000 метров стала пятой.
В 2012 году отметилась выступлением на чемпионате мира в помещении в Стамбуле, заняла 14-е место в беге на 5000 метров на чемпионате Европы в Хельсинки. Выполнив олимпийский квалификационный норматив, удостоилась права защищать честь страны на летних Олимпийских играх в Лондоне — на предварительном квалификационном этапе бега на 5000 метров показала результат 15:45,69 и в финал не вышла. Также в этом сезоне стартовала на чемпионате Европы по кроссу в Будапеште, где заняла 11-е место в женской молодёжной категории.
После лондонской Олимпиады Абдуллаева ещё в течение некоторого времени оставалась в составе легкоатлетической команды Азербайджана и продолжала принимать участие в крупнейших международных стартах. Так, в 2013 году в дисциплине 3000 метров стартовала на чемпионате Европы в помещении в Гётеборге, в беге на 5000 метров стала серебряной призёркой на молодёжном европейском первенстве в Тампере (позже в связи с дисквалификацией турчанки Гамзе Булут переместилась в итоговом протоколе на первую позицию) и получила бронзу на Играх исламской солидарности в Палембанге.
По завершении спортивной карьеры вернулась обратно в Эфиопию, впоследствии с сожалением вспоминала о своём сотрудничестве с азербайджанской сборной, упоминая недостаточное финансирование и необходимость принимать допинг.